# 明尼蘇達冰川

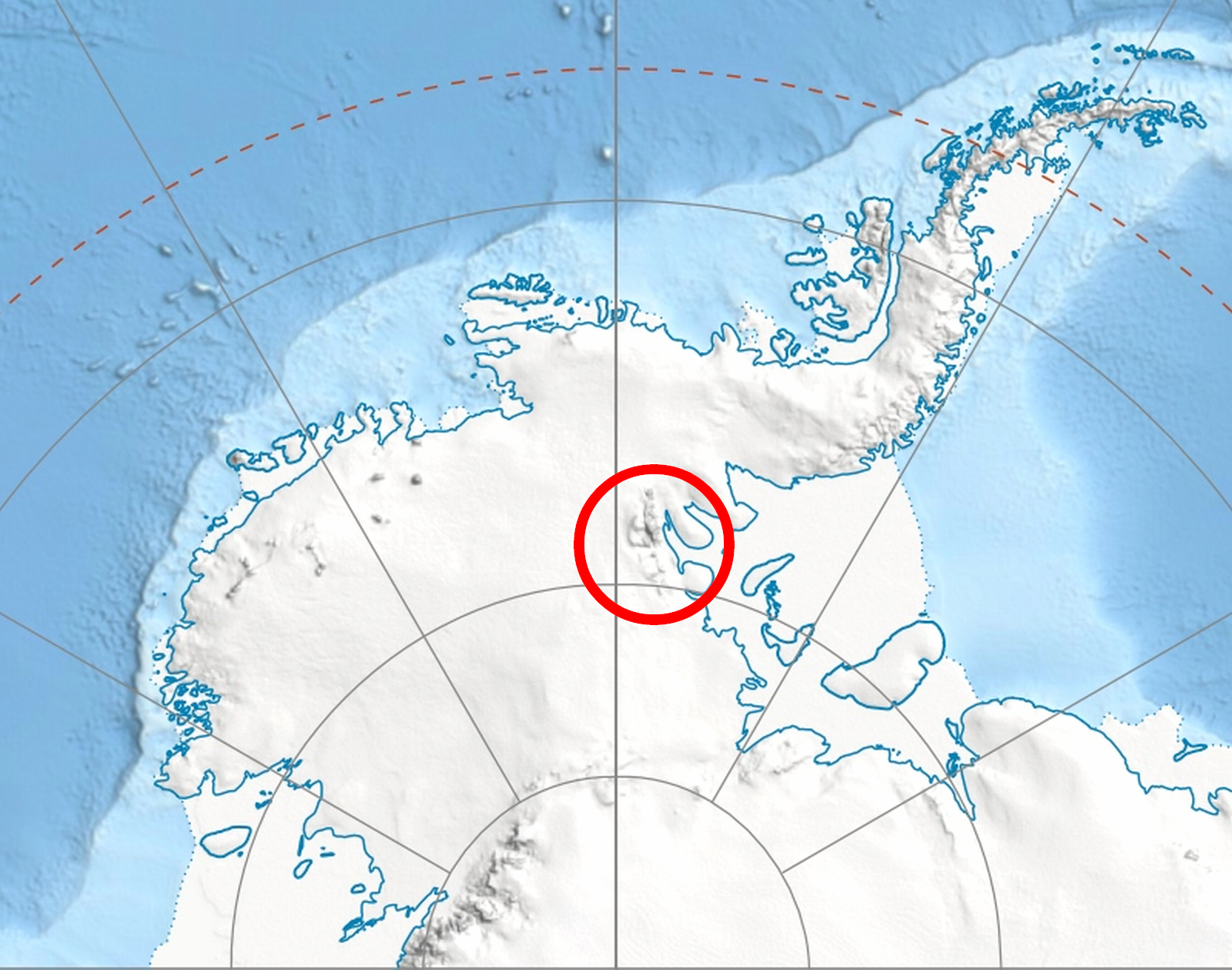
埃爾斯沃思山脈位置

明尼蘇達冰川（英語：Minnesota Glacier）是南極洲的廣闊冰川，冰川長約64公里、闊8公里，向東流經埃爾斯沃思山脈，把北面的森蒂納爾嶺（Sentinel Range）和南面的赫里蒂奇嶺（Heritage Range）分隔，冰雪來自尼米茲冰川（Nimitz Glacier）和施普勒特施特塞爾冰川（Splettstoesser Glacier）。
79°00′S 83°00′W / 79.000°S 83.000°W